# Crimson Editor
Crimson Editor — безкоштовний вільний текстовий редактор для Windows.
Основні особливості:
- підсвічування синтаксису програмного коду (syntax highlighting);
- робота з закладками (tabbed document interface);
- зручний механізм скасування/прийняття зроблених змін (undo/redo);
- багатоколонковий набір тексту та редагування тексту (column mode editing);
- перевірка на відкриття/закриття дужок (bracket matching);
- робота з абзацами (auto-indentation);
- перевірка орфографії (spell checking);
- редагування файлів на віддалених машинах (через ftp з'єднання);
- інтеграція з різними компіляторами сторонніх виробників;

Crimson Editor дозволяє використовувати макроси для виконання рутинних операцій з редагування файлів. Вбудований калькулятор дозволяє робити нескладні обчислення.
Програмний продукт Crimson Editor поширюється під ліцензією GNU General Public License. На офіційному сайті проєкту присутні вихідні коди програми.
Існує портативна версія редактора.
Після вересня 2004 року півтора року не було нових версій «Crimson Editor». У квітні 2006 року була створена група розробників для підтримки та розробки Crimson Editor, але під іншою назвою - Emerald Editor.